# Grob G 120
Il Grob G 120 è un aereo da addestramento biposto ad ala bassa, costruito dalla Grob Aerospace. È stato sviluppato dal velivolo da addestramento Grob G 115TA ed è appositamente progettato per l'addestramento dei piloti militari e civili. È dotato, inoltre, di un carrello triciclo e un piano di coda basso.

## Storia del progetto
La cellula è realizzata in materiale composito rinforzato con fibra di carbonio resistente a sollecitazioni di + 6 / -4G. Ciò fa sì che l'aereo possa disporre di una vita utile di almeno 15.000 ore di volo.
L'abitacolo ha una capienza sufficiente a garantire lo spazio necessario per accogliere due allievi piloti militari dotati di casco ed attrezzatura completa. L'aereo è dotato, inoltre, di seggiolini mobili e di un impianto di climatizzazione. Una seconda leva di spinta è disponibile.

## Versioni

### Grob G 120TP
Versione alimentata da un motore a turboelica Rolls-Royce M250 B17F dotato di una potenza di 456 shp (340 kW) e dotata di nuova elica a 5 pale.

## Utilizzatori
Argentina
- Fuerza Aérea Argentina

10 G 120TP-A consegnati nel 2013-2014, e tutti in servizio all'ottobre 2019.
 Bangladesh
- Bangladesh Biman Bahini

24 G 120TP ordinati a giugno 2021. I primi 10 esemplari consegnati a fine dicembre 2021.
 Birmania
- Tatmadaw Lei

20 G 120TP consegnati e tutti operativi al dicembre 2016.
 Canada
- Royal Canadian Air Force

14 G 120A-C ordinati, 11 in servizio al novembre 2017. Ulteriori 23 G 120TP ordinati a novembre 2024 da SkyAlyne per il programma Future Aircrew Training (FAcT) della Royal Canadian Air Force.
 Ecuador
- Fuerza Aérea Ecuatoriana

8 G 120TP ordinati a dicembre 2019.
 Etiopia
- Ye Ithopya Ayer Hayl

6 G 120TP ordinati a giugno 2019 con consegne completate tra l'agosto ed il settembre dello stesso anno. Un ulteriore contratto per altri 6 esemplari dovrebbe essere formalizzato a dicembre 2019.
 Francia
- Armée de l'air

18 G 120A-F consegnati e tutti in servizio all'aprile 2020.
 Giordania
- Al-Quwwat al-Jawwiyya al-malikiyya al-Urdunniyya

16 G 120TP ordinati nel 2016, 15 in servizio al gennaio 2021.
 Indonesia
- Aeronautica Indonesiana

18 ordinati nel 2011 e consegnati nel 2013-2014, seguiti da altri 12 entrati in servizio tra il 2016 e il 2018.
 Israele
- Heyl Ha'Avir

17 G-120A-1 consegnati dal 2002, uno perso il 24 novembre 2020.
 Kenya
- Kenya Air Force

6 G120A-K consegnati tra il novembre e il dicembre del 2013, uno andato perso il 28 marzo 2018. Ulteriori 9 G120TP consegnati tra maggio ed agosto del 2021.
 Messico
- Fuerza Aérea Mexicana

25 G 120TP consegnati (più 15 in opzione).
 Regno Unito
- Royal Air Force

23 ordinati, utilizzati per il programma MFTS (Military Flying Training System) e gestiti da Affinity Flying Services.
 Svezia
- Svenska flygvapnet

7 G 120TP ordinati il 5 maggio 2021. Ulteriori 3 G 120TP ordinati il 7 dicembre 2022. I primi tre G 120TP (ridesignati SK 40) sono stati consegnati il 15 marzo 2023 ed entrati ufficialmente in servizio il 4 aprile successivo. Gli ulteriori 3 G 120TP ordinati il 17 ottobre 2024, hanno portato a tredici in totale gli aerei ordinati.

## Galleria d'immagini

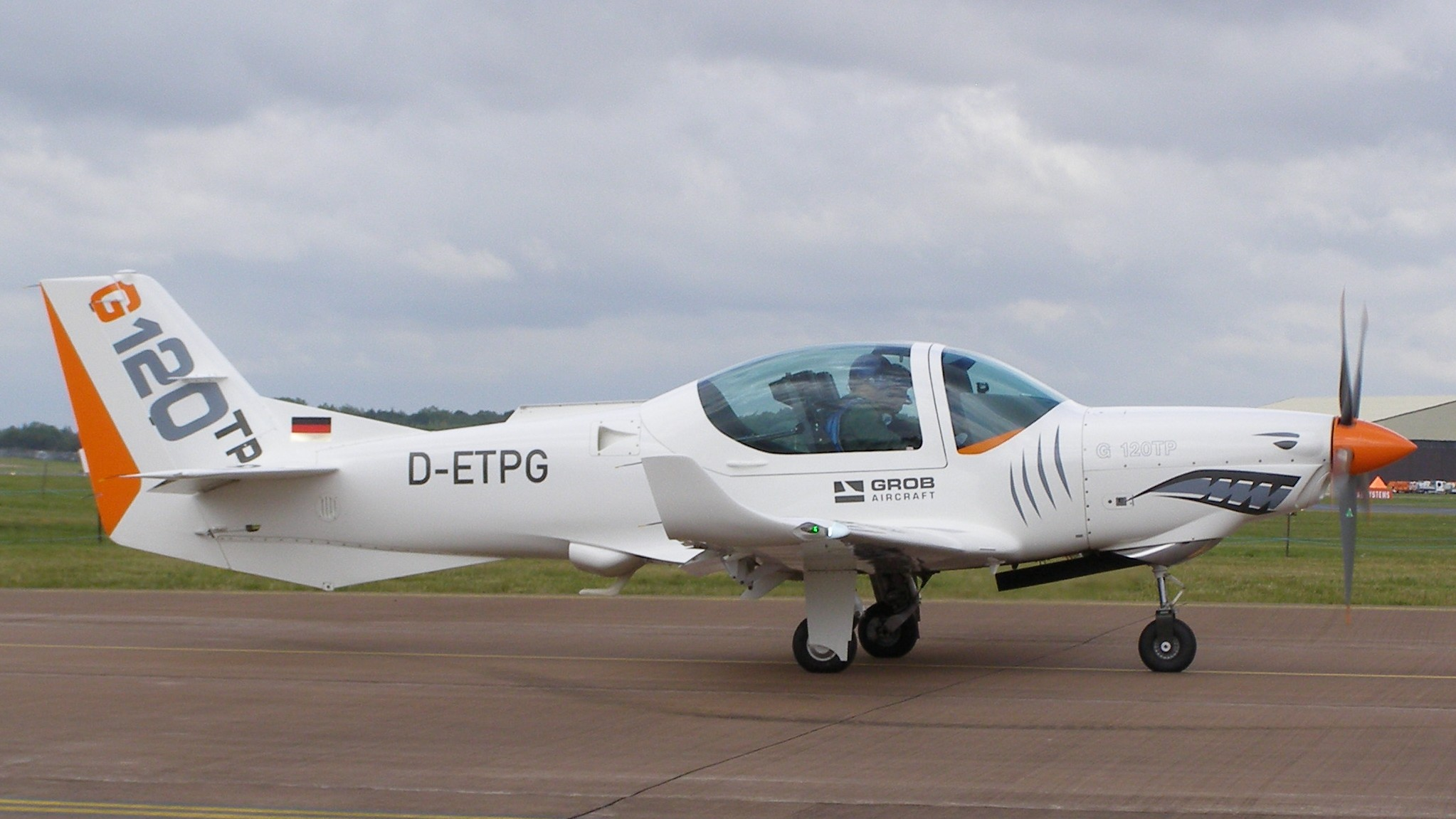
La versione G 120TP nel 2011
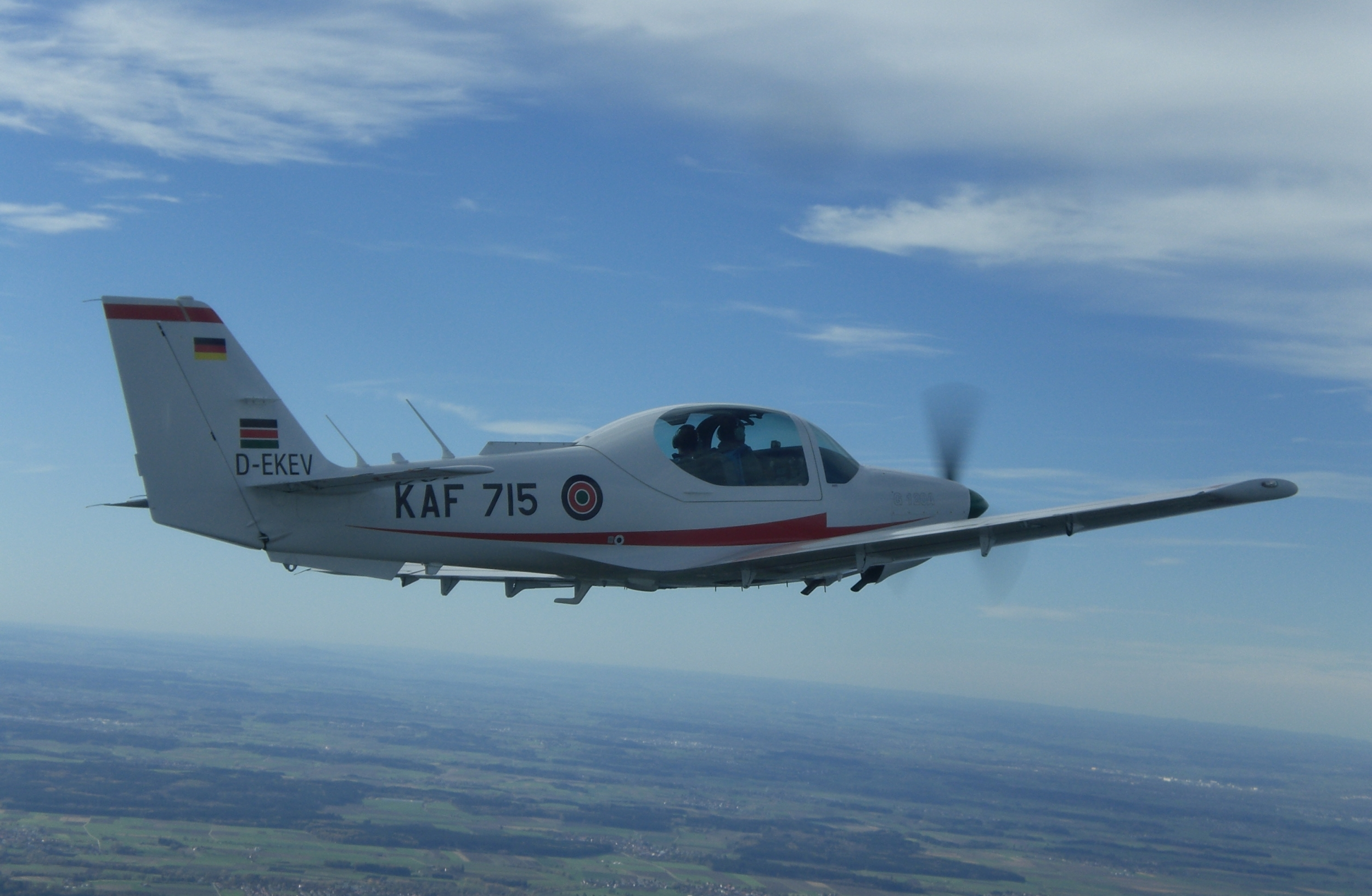
Uno of dei 6 G 120A dell'Aeronautica del Kenya
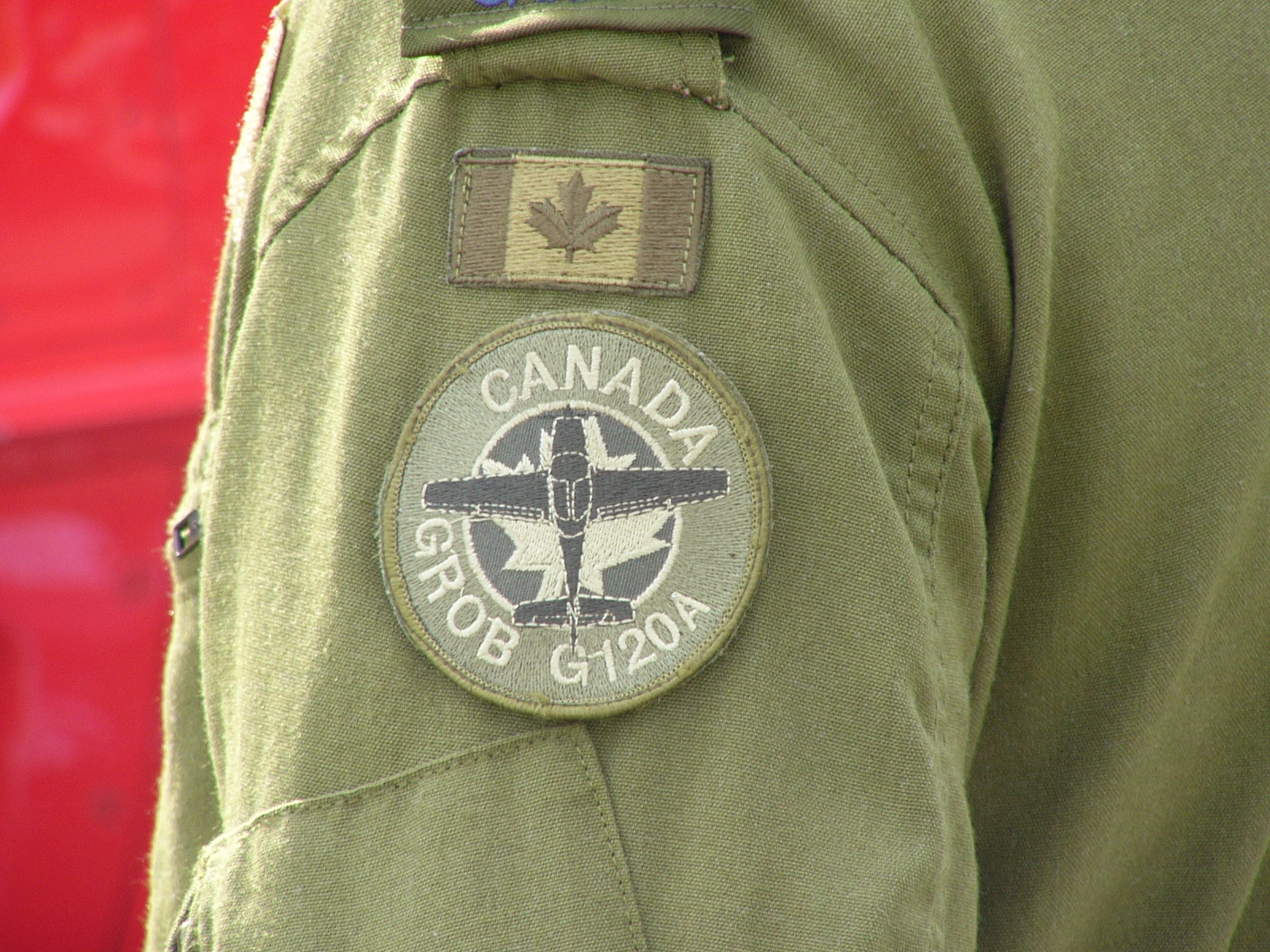
Distintivo del Grob G-120A indossato da un allievo pilota militare canadese del 3 CFFTS.
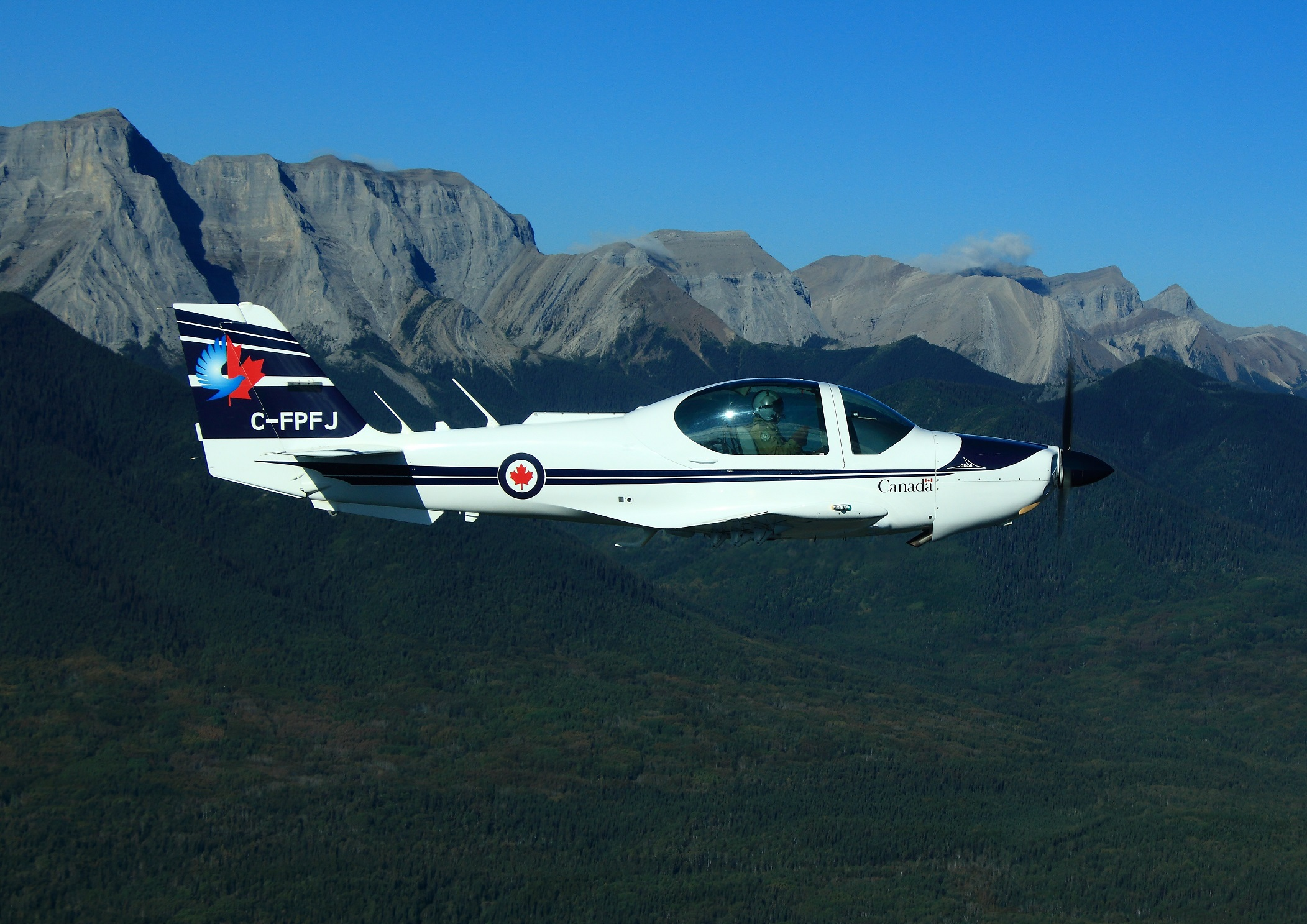
Grob G120A utilizzato dalla RCAF